# 65 Pomorski Batalion Piechoty
65 Pomorski Batalion Piechoty – pododdział piechoty Polskich Sił Zbrojnych.

## Formowanie i zmiany organizacyjne
65 Pomorski batalion piechoty został sformowany w 1945 roku we Włoszech w Bazie 2 KP w San Basilio, w składzie 16 Brygady Piechoty. Nie wziął udziału w walkach.

## Dowódca batalionu
- mjr Antoni Gębski (od 5 I 1945)[2]
- mjr Mateusz Jan Pancierzyński[3]

## Zastępca dowódcy batalionu
- kpt. Stanisław Bysko[2]

## Odznaki batalionu
Odznaka pamiątkowa
Odznaka pamiątkowa została wprowadzona rozkazem nr 75 dowódcy 2 Korpusu z 13 czerwca 1946 roku, poz. 410, L. dz. 777/AG/46. Odznaka wykonana w metalu, jednoczęściowa; emaliowana. Stanowi wierną replikę odznaki 65 Starogardzkiego pułku piechoty, którego tradycje przejęła 16 PBP. Odznaka w formie krzyża pokrytego granatową emalią ze złoconymi brzegami i wieńcem. W środku krzyża, na amarantowym tle, stylizowany orzeł jagielloński. Wymiary: 40x40 mm.
Odznaka specjalna
Odznaka specjalna została wprowadzona rozkazem Nr 13 dowódcy 2 Korpusu z 31 stycznia 1946 roku. Była wykonywana z czerwonego zamszu i metalu; posiada formę herbu Gdańska - na tarczy w czerwonym kolorze umieszczona jest złota korona, pod nią dwa krzyże. Metalowa korona i krzyże nakładane na podkładkę. Noszona na beretach po lewej stronie, w odległości 5 cm od orzełka.